# Глен-Аллен (Алабама)
Глен-Аллен (англ. Glen Allen) — місто (англ. town) в США, в округах Файєтт і Меріон штату Алабама. Населення — 433 особи (2020).

## Географія
Глен-Аллен розташований за координатами 33°53′32″ пн. ш. 87°43′58″ зх. д. / 33.89222° пн. ш. 87.73278° зх. д. (33.892108, -87.732682).  За даними Бюро перепису населення США в 2010 році місто мало площу 17,01 км², з яких 16,97 км² — суходіл та 0,04 км² — водойми.

## Демографія
Згідно з переписом 2010 року, у місті мешкало 510 осіб у 202 домогосподарствах у складі 146 родин. Густота населення становила 30 осіб/км².  Було 235 помешкань (14/км²).
Расовий склад населення:
| - 89,4 % — білих - 9,4 % — чорних або афроамериканців - 0,2 % — корінних американців - 0,2 % — азіатів |

До двох чи більше рас належало 0,4 %. Частка іспаномовних становила 0,2 % від усіх жителів.
За віковим діапазоном населення розподілялося таким чином: 22,2 % — особи молодші 18 років, 61,7 % — особи у віці 18—64 років, 16,1 % — особи у віці 65 років та старші. Медіана віку мешканця становила 42,3 року. На 100 осіб жіночої статі у місті припадало 108,2 чоловіків;  на 100 жінок у віці від 18 років та старших — 104,6 чоловіків також старших 18 років.
Середній дохід на одне домашнє господарство  становив 34 184 долари США (медіана — 24 531), а середній дохід на одну сім'ю — 39 169 доларів (медіана — 31 042). Медіана доходів становила 27 625 доларів для чоловіків та 23 036 доларів для жінок. За межею бідності перебувало 21,4 % осіб, у тому числі 26,5 % дітей у віці до 18 років та 5,6 % осіб у віці 65 років та старших.
Цивільне працевлаштоване населення становило 187 осіб. Основні галузі зайнятості: роздрібна торгівля — 19,8 %, освіта, охорона здоров'я та соціальна допомога — 19,8 %, сільське господарство, лісництво, риболовля — 18,7 %.